# 中华人民共和国全国人民代表大会组织法
《中华人民共和国全国人民代表大会组织法》，是根据《中华人民共和国宪法》制定的关于中华人民共和国最高国家权力机关中华人民共和国全国人民代表大会的结构和活动程序的法律。

## 制定
1954年9月，第一届全国人民代表大会第一次会议在北京举行。1954年9月20日，第一届全国人民代表大会第一次会议通过了《中华人民共和国全国人民代表大会组织法》，共分四章三十八条。这是第一部《中华人民共和国全国人民代表大会组织法》。
1982年12月10日，第五届全国人民代表大会第五次会议通过了《中华人民共和国全国人民代表大会组织法》，1982年12月10日全国人民代表大会公告公布施行。这是第二部暨现行《中华人民共和国全国人民代表大会组织法》。当时第五届全国人民代表大会第五次会议全体代表对《中华人民共和国全国人民代表大会组织法（草案）》、《中华人民共和国国务院组织法（草案）》、《关于修改〈中华人民共和国全国人民代表大会和地方各级人民代表大会选举法〉的若干规定的决议（草案）》、《关于修改〈中华人民共和国地方各级人民代表大会和地方各级人民政府组织法〉的若干规定的决议（草案）》四个法律案和“关于四个法律案的说明”进行了审议并提出了许多意见。全国人民代表大会法案委员会于12月7日、8日召开了三次会议，根据代表的意见，对四个法律案逐条审查。这四个法律案是1982年《中华人民共和国宪法》通过后，根据宪法制定的第一批重要的法律案。

## 内容
《中华人民共和国全国人民代表大会组织法》共分四章四十六条：
- 第一章 全国人民代表大会会议：规定了全国人民代表大会会议的召集程序、代表资格审查、代表团的组成、预备会议、主席团、列席人员、议案、提名、质询、询问、选举和通过议案的方式、为少数民族代表准备必要的翻译、秘密会议、建议、批评和意见。
- 第二章 全国人民代表大会常务委员会：规定了全国人民代表大会常务委员会的职权、组成、常务委员会委员长、副委员长、秘书长的职权、委员长会议、代表资格审查委员会、办公厅、工作委员会、列席、审议法律案和其他议案的通过方式、议案、质询、工作报告。
- 第三章 全国人民代表大会各委员会：规定了全国人民代表大会各专门委员会的设立、组成、主任委员、副主任委员的职权、顾问、工作，以及调查委员会。
- 第四章 全国人民代表大会代表：规定了全国人民代表大会代表的任期、权利与义务、罢免、补选[4][1]。